# Tramwaje w Antofagaście
Tramwaje w  Antofagaście − zlikwidowany system komunikacji tramwajowej w mieście Antofagasta w Chile, działający w latach 1893−1914.

## Historia
Komunikację tramwajową w Antofagaście uruchomiono w 1893. Operatorem systemu była spółka Ferrocarril Urbano de Antofagasta. Tramwaje konne początkowo poruszały się po torach o rozstawie szyn wynoszącym 914 mm. Jednak już w 1900 zmieniono rozstaw na 1150 mm. W 1901 tramwajami przewieziono pół miliona pasażerów. Od 1905 tramwaje kursowały po torach o rozstawie szyn wynoszącym 1070 mm. W 1906 tramwajami przewieziono 1 mln pasażerów. System tramwajowy zamknięto w 1914. 